# Burgstall Rieden a.d. Kötz
Der Burgstall Rieden a.d. Kötz bezeichnet eine abgegangene Wasserburg südlich des Ortsrands von Rieden a.d. Kötz, einem heutigen Gemeindeteil von Ichenhausen im Landkreis Günzburg in Bayern. 
Der Burgstall liegt ca. 200 m östlich der Kirche. Von der ehemaligen Burganlage sind keine größeren Reste erhalten.

## Geschichte
Die Herren von Roth waren seit dem 14. Jahrhundert im Besitz des Ortes. Deren Burg wird 1361 erstmals urkundlich erwähnt. Hans Dietrich von Roth musste 1656 Rieden an den Freiherrn Isaak von Volmar verkaufen. Seine Nachfahren besaßen Rieden bis 1791, als das Lehen an das Hochstift Augsburg zurückfiel. Im Jahr 1803 kam in Folge der Säkularisation der Ort zum Königreich Bayern. Das Schloss wurde 1807 abgerissen.